# Menachinonă
Menachinona, cunoscută și ca vitamina K2, este o formă de vitamina K care este produsă la nivel tisular în organismul uman, dar și de către unele specii bacteriene, în urma transformării vitaminei K1.

## Obținere și rol
Vitamina K2 este principala formă de depozit a vitaminei K la speciile animale, și prezintă mai multe subtipuri, care diferă prin lungimea catenei hidrocarbonate formate din unități izoprenice. Acestea sunt abreviate MK-n (MK de la menachinonă și vitamina K), unde n reprezintă numărul resturilor izoprenice. De exemplu, MK-4 (denumită și menatetranonă) este cea mai comună formă de vitamina K2 în organismul animal, fiind sintetizată de obicei din vitamina K1 la nivelul testiculelor, pancreasului și peretelui arterial.
Celelalte MK, precum MK-7 și alte MK cu catene mai lungi, nu sunt sintetizate în organismul uman, ci sunt convertite din vitamina K1 de către unele specii bacteriene; MK-7 este transformată la nivelul colonului de către Escherichia coli bacteria. Totuși, se pare că menachinonele sintetizate de flora intestinală contribuie foarte puțin la statutul total al vitaminei K.